# Арзюнакасы
Арзюнакасы́ (чув. Арҫунакасси) — деревня в Красноармейском муниципальном округе Чувашской Республики.

## География
Находится в северной части Чувашии, на расстоянии приблизительно 11 км на север-северо-запад по прямой от районного центра села Красноармейское.

## История
Известна с 1859 года как околоток села Туруново с 17 дворами и 82 жителями. В 1906 году было учтено 26 дворов, 150 жителей, в 1926 — 34 двора и 143 жителя, в 1939 176 жителей, в 1979 — 53 двора, 133 человека. В 2002 году было 32 двора, в 2010 — 32 домохозяйства. В период коллективизации был образован колхоз «Автобус», в 2010 году действовало КФХ «Волков». До 2021 года входила в состав Чадукасинского сельского поселения до его упразднения.

## Население
Постоянное население составляло 63 человека (чуваши 100 %) в 2002 году, 68 в 2010.